# Dánszentmiklós
Dánszentmiklós är en ort i Ungern.   Den ligger i provinsen Pest, i den centrala delen av landet, 50 km sydost om huvudstaden Budapest. Dánszentmiklós ligger 136 meter över havet och antalet invånare är 2 838.
Terrängen runt Dánszentmiklós är platt. Runt Dánszentmiklós är det glesbefolkat, med 19 invånare per kvadratkilometer. Närmaste större samhälle är Cegléd, 19,6 km öster om Dánszentmiklós. Trakten runt Dánszentmiklós består till största delen av jordbruksmark.